# TsAGI

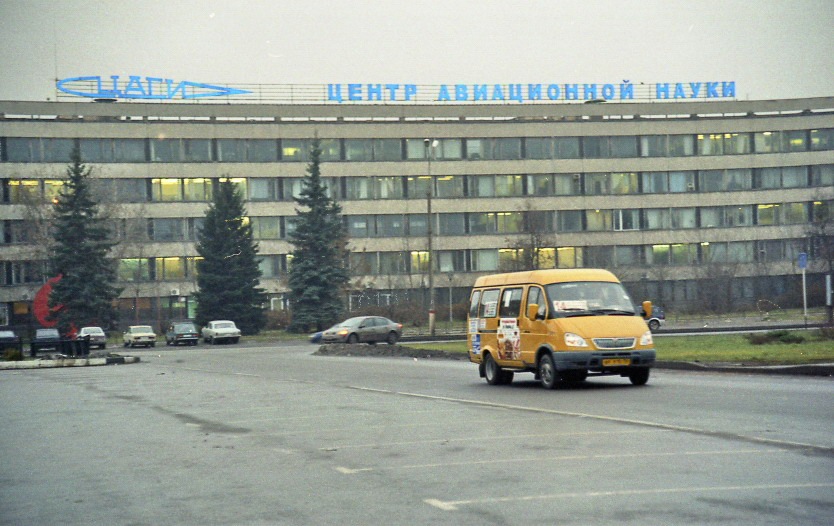
Edifici del Centre d'Educació Aeronàutica del TsAGI

TsAGI és la transcripció de l'abreviatura en rus d'Institut Central d'Aerohidrodinàmica (Центральный Аэрогидродинамический Институт (ЦАГИ) (rus)). És el centre d'investigació aeronàutica més important de Rússia. Fou fundat l'1 de desembre de 1918 a Moscou per Nikolai Jukovski (considerat el pare de l'aviació i de l'aeronàutica russa), juntament amb Andrei Túpolev i Serguei Txapliguin.
Des del 1935 el centre es troba a Jukovski, als voltants de Moscou.
Fou en aquesta institució on s'establiren les bases de la ciència aeroespacial russa i es desenvoluparen nombrosos avions i coets cèlebres, els més recents, el coet Enérguia i el transbordador espacial Buran. En l'actualitat el centre coopera amb els treballs de nombrosos instituts d'investigació de fama mundial.

## Enginyers principals
- Nikolai Jukovski
- Serguei Txapliguin
- Andrei Túpolev
- Semion Làvotxkin
- Vladímir Miàssisxev
- Vladímir Petliakov
- Pàvel Sukhoi